# Růžová vila (Luhačovice)
Vila Růžová neboli Alpská růže je secesní lázeňská vila z konce 19. století s výzdobou ve švýcarsko-alpském stylu stojící v lázeňském areálu Luhačovic na adrese Lázeňské náměstí 170. Dnes slouží jako ubytovací a rekreační zařízení. V roce 2001 byla prohlášena za kulturní památku.

## Historie
Vila byla postavena v letech 1883–1884 architektem Václavem Pirchanem. V roce 2007 byla zrekonstruována za finanční podpory Zlínského kraje i města Luhačovice.

## Popis
Jednopatrová stavba obdélného půdorysu stojí na kamenné podezdívce s nárožní pásovou rustikou a bosáží. Průčelí je členěno pilastry a meziokenními pilastry v patře s kanelovaným dříkem, což vytváří výrazný vizuální dojem. Východní průčelí dominují šestitabulková kastlová okna. Fasáda s soklovou, kordonovou a parapetní římsou nese valbovou střechu. Rizalit, zdobený krajkovou dřevěnou verandou, dodává stavbě unikátní charakter. Zadní fasáda, doplněná dřevěnou pavlačí, slouží dnes jako moderní prostory pro lázeňské hosty. Materiály, včetně cihly, kamene, dřeva a plechové krytiny, podtrhávají robustnost a tradiční hodnotu této architektonické perly.